# François Arzel
Pour les articles homonymes, voir Arzel.
François Arzel né le 25 février 1921 à Plouzané (Finistère) et mort au combat le 20 novembre 1944 dans la région de Mélisey (Haute-Saône) lors de la bataille des Vosges, est un résistant français, compagnon de la Libération.

## Distinctions
Les distinctions reçues par François Arzel sont :
| Décoration                                           | Ruban | Observations             |
| ---------------------------------------------------- | ----- | ------------------------ |
| Chevalier de la Légion d'honneur[Quand ?]            |       |                          |
| Compagnon de la Libération                           |       | Décret du 7 juillet 1945 |
| Croix de guerre 1939-1945                            |       | 2 citations              |
| Médaille coloniale avec agrafes "Libye" et "Tunisie" |       |                          |
| Bronze Star Medal (USA)                              |       |                          |